# 大淀地域自治区
大淀地域自治区（おおよどちいきじちく）は、宮崎県宮崎市の地域自治区の一つ。旧宮崎市域の中部に位置する。

## 地理
北東部は大淀川南岸に面し、市中心部の南半分を形成する商業地域である。
花山手と薫る坂は、近年の宅地化によって造成された日本のニュータウンである。

### 町域
- 大坪町
- 大坪西一丁目・二丁目
- 大坪東一丁目～三丁目
- 太田一丁目～四丁目
- 大淀一丁目～四丁目
- 北川内町
- 京塚一丁目・二丁目
- 京塚町

- 源藤町
- 谷川一丁目～三丁目
- 谷川町三丁目
- 天満一丁目～三丁目
- 天満町
- 中村西一丁目～三丁目
- 中村東一丁目～東三丁目
- 花山手東一丁目～三丁目

- 花山手西一丁目・二丁目
- 東大淀一丁目・二丁目
- 福島町
- 福島町一丁目～三丁目
- 古城町
- 南町三丁目
- 淀川一丁目～三丁目
- 薫る坂一丁目・二丁目

## 歴史
- 1889年5月1日 - 町村制施行により宮崎郡大淀村が発足。
- 1916年2月11日 - 町制施行。
- 1924年4月1日 - 宮崎町・大宮村と合併し宮崎市となる。
- 2006年1月1日 - 旧大淀町南部が大淀地域自治区となる。

## 地域

### 教育
- 宮崎市立大淀小学校
- 宮崎市立宮崎南小学校
- 宮崎市立古城小学校
- 宮崎市立大淀中学校
- 宮崎県立宮崎工業高等学校
- 宮崎産業経営大学

### 文化施設
- 市立図書館
- 宮崎市民文化ホール
- 大淀公民館

## 交通

### バス
- 宮崎交通
  - 宮交シティバスセンター

### 道路
- 国道220号
- 国道269号
- 宮崎県道9号宮崎西環状線
- 橘橋
- 大淀大橋

## 名所・旧跡・観光スポット・祭事・催事
- 大坪池公園
- 天神山公園